# Johann Christian Bach
Johann Christian Bach (n. 5 septembrie 1735, Leipzig, Principatul Saxoniei – d. 1 ianuarie 1782, Londra, Regatul Marii Britanii) a fost un compozitor și pianist german din perioada clasică.

## Biografie
A fost al unsprezecelea și cel mai tânăr fiu al lui Johann Sebastian Bach. O mare parte a vieții a trăit la Londra.

## Operă muzicală
Creația sa (opere, simfonii, sonate), care se caracterizează prin simplitate și spontaneitate, l-a influențat pe Mozart.